# Йордан Кюрпанов
Йордан Йорданов Кюрпанов е български инженер-лесовъд и краевед.

## Биография
Роден е през 1918 г. в Орхание. Негов баща е поручик Йордан Кюрпанов. През 1941 г. завършва Агрономо-лесовъдния факултет на Софийския университет. Работи като инженер-лесовъд в Агролеспроект и като експерт по инвентаризацията на горите и директор на горския център в Середу, Гвинея. Умира през 2002 г.

## Творчество
Йордан Кюрпанов е автор на редица статии, доклади и спомени:
- „Проблеми пред горско стопанство „Рибарица“
- „Устройство на тропическите гори в Република Гвинея“
- „За главните сечи в бяло-боровите насаждения“
- „Горите в района на голяма София“
- „Защита на горите и лесоустройството“
- „Международна година на гората – 1985 и световните горски конгреси“
- „Един горски резерват в опасност“
- „Как чествахме седмицата на гората през 1942 година“

Има принос в краезнанието на Ботевград и Ботевградския край. Автор е на краеведската статия „Цеко Минев Мустакерски – неговото дело за ботевградския край и дружбата му с проф. Асен Златаров“.
Личният му архив се съхранява във фонд 164А в Централен държавен архив. Той се състои от 60 архивни единици от периода 1937 – 1986 г.